# Sukhoj Su-25
Sukhoj Su-25 ((russisk: Сухой Су-25), NATO-rapporteringsnavn Frogfoot) er et enkelt-sædet to-motorers sovjetisk ildstøttefly udviklet og bygget af den russiske flyproducent Sukhoj. Flyet er udviklet til at yde støtte til sovjetiske landtropper.

## Udvikling
I 1960'erne havde Sovjetunionen behov for at udvikle en ny jagerbomber, der kunne benyttes som nærstøtte for tropper på jorden. Sovjetunionens daværende kampfly (Su-7, Su-17, MiG-21 og MiG-23) var ikke i stand til at løse sådanne opgaver tilfredsstillende. De daværende fly var for sårbare over for beskydning og fløj for hurtigt, hvilket vanskeliggjorde pilotens visuelle kontakt med målet.
Pavel Sukhoj fra Sukhoj Designbureau og de øvrige sovjetiske designbureauer (Jakovlev, Iljusjin og Mikojan) fik til opgave at udvikle et fly, der kunne leve op til de ønskede specifikationer. Sukhoj fremstillede et design "T-8" i 1968, der dannede grundlag for to prototyper (T8-1 og T8-2) i januar 1972.
Efter en lang række testflyvninger fløjet af Vladimir Iljusjin fløj prototypen T8-1 sin første jomfruflyvning den 22. februar 1975. Su-25 viste sig overlegen i forhold til alternativet Iljusjin Il-102 og en serieproduktion blev iværksat af det sovjetiske forsvarsministerium.
Flyet blev fremstillet på fabrik nr. 31 i Tbilisi i Georgien, der påbegyndte produktionen i 1978.
Efter visse tekniske problemer kom de første Su-25'ere i tjeneste i det sovjetiske luftvåben i 1981.

## Struktur
Sukhoj Su-25 er en moderne udgave af 2. Verdenskrigs Sjturmovik-angrebsfly. Piloten sidder i et pansret "badekar" af titan, og der er panserplader omkring sårbare steder på motorerne. Der er et større mellemrum mellem motorerne for at undgå at et enkelt Stinger-missil kan skyde flyet ned. Der er brandhæmmende skum i brændstofsystemet, og diverse reservesystemer er fysisk adskilte fra hovedsystemerne.
Da flyet er subsonisk, er vingerne svagt pilformede. Tæt på vingespidsen er luftbremserne anbragt. Sammen med de dobbelte flaps forbedrer det Su-25's evne til at flyve langsomt over slagmarken. Under hver vinge er der fire pyloner (våbenstationer) til tunge laster og en yderst til lette laster.

## Operativ tjeneste
Flyet gjorde tjeneste i Afghanistankrigen (1979-89), hvor Sovjetunionen mistede 22 fly. Ruslands senere vicepræsident Aleksandr Rutskoj blev fx skudt ned af pakistanske F-16-fly, fordi hans Su-25 kom ind i pakistansk luftrum. Su-25 var ligeledes benyttet i den første og anden krig i Tjetjenien. I krigen i Sydossetien blev flyet benyttet af både Georgien og Rusland.
Republikken Makedonien anvendte Su-25 mod albanske oprørere i konflikten i Makedonien 2001 og en række afrikanske stater, herunder Elfenbenskysten, Tchad og Sudan har benyttet flyet under lokale konflikter.
Irak erhvervede i juni 2014 en række Su-25'ere fra Rusland med henblik på indsættelse mod oprørsbevægelsen ISIS. Irak havde tidligere benyttet Su-25'ere under krigen mod Iran. De fleste af Iraks oprindelige Su-25'ere blev ødelagt eller fløjet til Iran i 1991 ved udbruddet af Golfkrigen.
I forbindelse med urolighederne i Ukraine 2014 har Ukraines luftvåben benyttet bl.a. Su-25 mod de pro-russiske oprørere. Den 26. maj 2014 ydede ukrainske Su-25'ere støtte til Mil Mi-24-kamphelikoptere under en militæraktion med henblik på at opnå kontrol med lufthavnen i Donetsk. Den 2. juli 2014 styrtede en ukrainsk Su-25 ned som følge af tekniske problemer.
Ukraine hævder, at en Su-25 blev skudt ned den 16. juli 2014 af en russisk MiG-29 med et R-27T missil. Rusland har afvist at have skudt flyet ned. Den 23. juli 2014 oplyste Ukraine, at to Su-25'ere var blevet skudt ned af jord til luft-missiler over et område kontrolleret af pro-russiske separatister. Nedskydningen er bekræftet af den selvudnævnte regering i Folkerepublikken Donetsk.
Under den russiske intervention i borgerkrigen i Syrien i 2015 og senere har Rusland udstationeret adskillige Su-25'ere ved Khmejmim Air Base i Syrien.
Det er i dag 600 fly i tjeneste i en række lande, der tidligere var en del af Sovjetunionen. Rusland benytter ca. 200 fly.

## Versioner
De første Su-25 havde to Tumanskij R-13-motorer, af samme type som jagerflyet Sukhoj Su-15 Flagon, dog uden efterbrænder. Senere eksemplarer havde Gavrilov R-195-motorer. I næsen var der en Kljon PS laserafstandsmåler og en indbygget dobbeltløbet Grjazev-Sjiponov 30 mm maskinkanon. I halen og vingespidserne sad Pion passive radarantenner. Flyet har også en bremseskærm til korte baner.
I 1984 kom eksportversionen Su-25K med mindre avanceret elektronik. Su-25UB (Frogfoot-B), der er et to-sædet træningsfly, kom i 1985. Den tilsvarende eksport-udgave hedder Su-25UBK. Det ekstra cockpit ødelægger luftstrømmen til den nederste del af sideroret, så halefinnen er tilsvarende højere.
Et demilitariseret træningsfly Su-25UB fik betegnelsen Su-25UT eller Su-28, og kom frem i 1987. Det havde hverken maskinkanon, laserafstandsmåler i næsen eller pyloner under vingerne. Den anvendtes af DOSAAF, der var en paramilitær sportsorganisation, der forberedte medlemmerne på skydning, flyvning o.lign. inden militærtjeneste.
I 1987 kom der et skolefly til den russiske flåde. Denne version benævnes Su-25UTG og øver piloter i at lette og lande på det russiske hangarskib Admiral Kuznetsov. Su-25UTG er udstyret med en kraftig halekrog.
Su-25BM, der benyttes til slæbemål, kom i 1989.
En opgraderet version fremstilles som Su-25T. Den blev udviklet som en "kampvognsdræber" og bygger på Su-25UB. Det bagerste cockpit er omdannet til et avionik-rum, og laserafstandsmåleren i næsen er udskiftet med Sjkval elektro-optisk sigtemiddel. Sjkval fylder mere, så 30 mm maskinkanonen er rykket bagud, og sidder udenpå skroget. På roden af halefinnen sidder Sukhogruz IRCM til beskyttelse mod varmesøgende missiler. I mellem landingsbenene kan der sidde diverse kapsler, fx Kinzjal FLIR og Merkurij laserdesignator.
Den nyeste version der produceres er Su-25TM (også kaldet Su-39), primært med forbedret avionik, men også med en radarskærm i cockpittet til en eksternt monteret Kopjo-radar.
I samarbejde med Elbit Systems fra Israel er sidste skud på stammen Su-25SM, med glass-cockpit og hjelmsigte. Med Ruslands kroniske økonomiske problemer er produktionen af Su-25SM voldsomt forsinket.
I 1989 oprettede Sovjetunionen kunstflyvningsholdet de "Himmelske Husarer" med fem Su-25. Rusland overtog holdet, indtil det af økonomiske grunde nedlagdes i 1997. Flyene var farvestrålende men stadigvæk kampklare.

## Galleri
- Tegning af Su-25
- Russisk Su-25 fra "De Himmelske Husarer" i falmet bemaling
- Su-25UTG fra Ruslands flåde med halekrog til dækslandinger
- En ukrainsk Su-25 med ustyrede raketter og to R-60 (Aphid) luft til luft-missiler under styrbord vinge
- Cockpittet i en Su-25
- Russisk Su-25T. Det bagerste cockpit er omdannet til avionik-rum, IRCM er anbragt i roden af halefinnen.

## Eksterne links
- Wikimedia Commons har flere filer relateret til Sukhoj Su-25
- Beskrivelse på Sukhojs hjemmeside Arkiveret 15. maj 2006 hos  Wayback Machine
- Airforce Technology